# 長崎県道23号勝本石田線
長崎県道23号勝本石田線（ながさきけんどう23ごう かつもといしだせん）は、長崎県壱岐市を通る県道（主要地方道）である。

## 概要
長崎県壱岐市勝本町西戸触から壱岐市石田町印通寺浦に至る。
国道382号の東側を通る。

### 路線データ
- 起点：壱岐市勝本町西戸触（国道382号交点）
- 終点：壱岐市石田町印通寺浦（国道382号交点）
- 総延長：20.9 km

## 歴史
- 1993年（平成5年）5月11日 - 建設省から、県道勝本石田線が勝本石田線として主要地方道に指定される[1]。

## 路線状況

### 橋梁
- 郷ノ川橋（壱岐市）
- 津徳橋（石原川、壱岐市）
- 新蟹田橋（壱岐市）
- 谷江橋（谷江川、壱岐市）
- 当田川（梅ノ木川、壱岐市）
- 津合橋（幡鉾川、壱岐市）
- 大川橋（小川2号、壱岐市）

#### トンネル
起点から
- 大石トンネル：延長375 m、1996年（平成8年）開通、壱岐市
- 山形トンネル：延長301 m、2001年（平成13年）12月19日開通、壱岐市

## 地理

### 通過する自治体
- 壱岐市

### 交差する道路
| 交差する道路              | 交差する場所       | 交差する場所                                                                                  |
| ------------------------- | ------------------ | --------------------------------------------------------------------------------------------- |
| 国道382号                 | 勝本町西戸触       | 起点                                                                                          |
| 長崎県道172号国分箱崎線   | 芦辺町箱崎釘ノ尾触 |                                                                                               |
| 長崎県道172号国分箱崎線   | 芦辺町中野郷仲触   | 当田交差点【北緯33度48分25.297秒 東経129度44分10.74秒 / 北緯33.80702694度 東経129.7363167度】 |
| 長崎県道174号湯ノ本芦辺線 | 芦辺町芦辺浦       |                                                                                               |
| 長崎県道173号郷ノ浦芦辺線 | 芦辺町諸吉二亦触   |                                                                                               |
| 長崎県道65号壱岐空港線    | 石田町石田西触     |                                                                                               |
| 国道382号                 | 石田町印通寺浦     | 終点                                                                                          |

### 交差する河川
- 谷江川
- 幡鉾川

### 沿線
- 壱岐市立勝本中学校
- 壱岐市立勝本保育所
- 壱岐市立霞翠小学校・壱岐市立霞翠幼稚園
- 壱岐市消防本部勝本出張所
- 長崎県立壱岐商業高等学校
- 新城神社
- 壱岐市立箱崎小学校
- 旧壱岐市立箱崎中学校
- 壱岐市立瀬戸小学校
- 壱岐瀬戸郵便局
- 芦辺漁港
- JA壱岐市北支所・壱岐島開発総合センター（旧・離島センター）
- 高御祖神社・龍造寺
- 壱岐市立田河小学校・壱岐市立田河幼稚園
- 原の辻遺跡
- 壱岐市立石田小学校・壱岐市立石田中学校・壱岐市立石田保育所
- 石田郵便局